# Fillstabäcken
Fillstabäcken este o arie protejată (arie specială de conservare — SAC, sit de importanță comunitară — SCI) din Suedia întinsă pe o suprafață de 13,1 ha, integral pe uscat.

## Localizare
Centrul sitului Fillstabäcken este situat la coordonatele 63°08′22″N 14°32′41″E / 63.1395°N 14.5446°E.

## Înființare
Situl Fillstabäcken a fost declarat sit de importanță comunitară în ianuarie 1997 pentru a proteja 1 specie de animale. Situl a fost protejat și ca arie specială de conservare în martie 2011.

## Biodiversitate
Situată în ecoregiunea boreală, aria protejată conține 2 habitate naturale: Taiga vestică, Izvoare petrifiante cu formare de travertin (Cratoneurion).
La baza desemnării sitului se află o specie protejată de  nevertebrate: Vertigo genesii.